# 阿尔泰 (清朝)
阿尔泰（穆麟德轉寫：artai；1696年—1773年2月5日），伊尔根觉罗氏，满洲正黄旗人，乾隆朝初授兵部员外郎，历任山东巡抚、四川总督、湖廣總督等职，授太子太保，官至武英殿大学士。乾隆时期重要将领，在第二次金川之戰中，出任定边大将军，授内务府侍卫散秩大臣衔。乾隆三十八年（1773年）因罪赐死。

## 生平
阿尔泰出身雍正元年（1723）副榜贡生，在雍正元年担任宗人府笔帖式。乾隆六年，盛京兵部員外郎；十二年，廣西左江道；十五年，山东兖沂漕道；十六年，山东按察使；十九年，山东布政使；二十二年（1757），升山东巡抚（前任有镶蓝旗满洲鶴年，后任崔應階）。阿尔泰因山东产山绸，疏请令民间在山坡隙地广植桲椤，免其荒地开辟后的赋税。阿尔泰抚山东七年（1757-1763），治水利卓有成效，乾隆帝赐诗《赐山东巡抚阿尔泰》。
乾隆二十八年（1763年），升任四川总督（前任正黄旗满洲进士开泰 (乌雅氏)），加太子太保。到任四川后，提议整修水陆道路。陆路北起广元，西达松潘，东抵夔州，包含大渡河泸定桥；水路自万县至湖广境内，开凿整治险滩一百余。同时提议用牧厂余地招佃户开辟新田、设置义仓、开南川金佛山磺矿、修筑都江大堰、设置松潘、杂谷、打箭炉粮仓以备边储等，皆获得乾隆帝准许。乾隆三十年，委托叙州知府、巴县知县在屏山县高竹坪等处采办大楠木36根，运送至圆明园。
参与领军第二次金川之戰。乾隆三十一年（1766年），金川头人郎卡再度为乱，叛军劫掠丹坝、巴旺。阿尔泰计划“以番攻番”，联合临近的绰斯甲等九土司攻之，郎卡于是纳还侵占之地请降，阿尔泰许其所请，给以新印。乾隆帝获得奏闻后，告诫阿尔泰不要一味迁就而没有长久之计。三十三年，兼署成都八旗驻防副都統（参见成都少城）。三十五年（1770年），小金川头人僧格桑劫掠鄂克什，阿尔泰赶赴达木巴宗，僧格桑还地请降。三十五年，授武英殿大学士（在《钦定八旗通志：内阁大臣》卷313中，错记为文华殿大学士），仍领总督。三十六年（1771年），召还京师，入阁处理政务。此后，又奉令回任四川总督，师征金川，授定边右副将军，以侍郎伊尔根觉罗氏桂林 (清朝官员)佐之。大金川土司头目索诺木攻革布什咱，僧格桑也同时围攻达木巴宗并入侵明正土司。三十七年十二月，授定边将军，以阿桂、丰升额副之。阿尔泰上疏力主兵力城下震慑后安抚，而乾隆帝决意用兵，令时任定边右副将军温福视师，侍郎桂林为副，发谕旨怒斥阿尔泰苟且偷安，夺大学士、总督，留军中治饷，以桂林代为四川总督。清军攻克约咱后，乾隆帝因阿尔泰铸造大炮有功，于乾隆三十六年授予散秩大臣衔。
乾隆三十七年（1772年），阿尔泰与总兵宋元俊弹劾桂林讳败为胜，乾隆帝于是罢免桂林。随即任命阿尔泰代理四川总督，不久调任湖广总督。阿尔泰上疏说道，“各路转饷，当招商承运。西路去内地近，南路山险途长，商不肯应募，当增运值。火药已运罄，当令云南、陕西协助。”乾隆帝埋怨阿尔泰未能早做筹划、推卸责任，随后撤回湖广总督任命，仍令其任散秩大臣留军督饷。不久，阿桂疏言清军行至卡丫，军粮不足五日，而绰斯甲布转运军粮将近一个月还未到。阿尔泰自请夺职从军，乾隆帝责备其“倚老负恩”，始终不肯以国事为念，下令逮捕讯问。阿尔泰刚到四川时，乾隆帝因天坛修建灯竿，下令在四川寻找楠木，乾隆三十五年、三十六年两次上奏楠木开采事宜。阿尔泰将木材运送至京，提及楠木是使用养廉银购买。随后，阿尔泰私底下告诉他人今后恐将因此获罪。乾隆帝听说后对他非常不满，此次阿尔泰获罪仍提及此事。川东道托隆入见乾隆帝时，揭发阿尔泰贪污，乾隆帝令继任总督富勒浑严查。乾隆三十八年正月十四日（1773年2月5日），阿尔泰被定罪，乾隆帝赐其自尽（相关劉益 (四川布政使)）。其八旗大臣题名载《钦定八旗通志：各省总督》卷339（被错记为汉军正红旗人，显然与正红旗汉军、康熙朝总兵刘氏阿尔泰相混）、《钦定八旗通志：各省巡抚》卷340。《清史稿：列传一百十三》卷326有传。
在四川总督任上，阿尔泰治理都江堰有功。为了纪念治水先贤，都江堰人修建了一条堰功道，左右置放了十二尊古青铜雕像，他们是文翁（西汉）、诸葛亮（三国）、高俭（唐初）、章仇兼琼（唐）、刘熙古（宋）、赵不忧（宋）、吉当普（元）、卢翊（明）、施千祥（明嘉靖）、阿尔泰（清乾隆）、强望泰（清道光）、丁宝桢（清光绪）。又据乾隆三十年（1765年）的《龙爪堰碑记》（碑尚存，载乾隆版《蒲江县志》），总督阿尔泰于1764年主持修建了四川蒲江县甘溪镇箭塔村的龙爪堰水利工程。乾隆三十三年（1768），疏请设立雅州府考棚。
在山东巡抚任上，乾隆二十五年（1760）拓修济南府后宰门街关帝庙（始建于宋代），作《关帝改谥新庙记》（载《濟南府志：艺文：历城》卷66，道光刻本），又名《敕谥神勇关帝新庙碑记》（载崔應榴《關帝事蹟徵信編》卷27，1824）。在四川总督任上，作《《分设马边疏》》（载《屏山县志：艺文》卷7，1778；该县与雷波县深山产楠木（又称神木），明清两代朝廷均在此开采作皇家建筑用，见该县志《神木山祠记》、《木政》篇），获准设立马边厅（今马边彝族自治县）。

## 家庭
- 祖父國太，祖母彰氏。
- 父廓洪（又果弘）。母覺羅氏。
- 妻罗氏。
- 儿錫拉布（？-1781），兵部郎中、直隸通永道、乾隆四十二年( 1777 )至四十六年長蘆鹽運使。
  - 孙儿德璉，鴻臚寺少卿、工科掌印給事中，稽察鑲黃旗滿洲旗務。曾孙伊林珠 （字花農），嘉慶二十一年丙子（1816）科舉人（与胞叔清平顺天乡试同榜）。伊林珠之女郭佳氏，（继配）嫁正紅旗漢軍、道光二十四年甲辰（1844）科舉人曹氏貴林。貴林之原配刘氏（父正黃旗漢軍阿爾精阿，世襲一等男爵、御前頭等侍衛兼公中佐領、广西副将军，咸丰元年（1851）阵亡于广西永安州，赠提督街，授世袭騎都尉並三等子爵，祀京城及廣西昭忠祠；祖父袭一等男爵慶福；胞兄裕山袭騎都尉）；嫡堂妹曹氏，正蓝旗汉军、光緒丙子（1876）恩科進士胡俊章之母；从堂侄同治甲戌（1874）科進士保昌 (同治進士)；保昌妹曹氏，嫁镶黄旗满洲戴佳氏广林（从堂兄道光三十年庚戌（1850）进士晋康）。
  - 孙儿清平（字養和，号康農），嘉慶二十一年丙子科舉人（与胞侄伊林珠顺天乡试同榜），陝西道御史、山東運河道。曾孙文謙。
  - 孙儿清安，慶元。
- 儿明德布，乾隆十七年壬申（1752）科舉人（时隶正黄旗满洲第二叅領第十四佐領貢布下，此佐領係康熙二十一年（1682）设立，博尔济吉特氏马兰泰家族多人袭此佐领，载《钦定八旗通志》）。妻佛氏，烏氏。 
  - 孙儿督倫（又督纶），乾隆四十八年癸卯（1783）科舉人（时隶正黄旗满洲奎林佐领下），哈密通判。妻鈕祜祿氏（父鑲黃旗滿洲、湖南永顺协副将托雲，曾祖父一等公法喀；胞姊鈕祜祿氏嫁督倫之胞兄按臨）。曾孙文興（又果佳文興，字詩樵），嘉慶戊寅（1818）科舉人；妻佟佳氏（父鑲紅旗蒙古、烏里雅蘇臺將軍文凱）。文興之女果佳氏，嫁正蓝旗滿洲宗室英蘊；其子宗室崇壽，妻他塔喇氏（父鑲紅旗滿洲、廣州將軍長善，祖父陜甘總督裕泰，堂妹光绪帝珍妃）。
  - 孙儿按臨，候補中書。妻鈕祜祿氏（父鑲黃旗滿洲托雲，曾祖父鑲黃旗滿洲一等公法喀，曾祖姑母鈕祜祿氏封康熙帝之孝昭仁皇后；胞姊妹鈕祜祿氏，其一嫁按臨之胞兄督倫，其二嫁鑲黃旗滿洲高枋（父总管内务府大臣高恆 (清朝)，祖父文淵閣大學士高斌，堂叔文华殿大学士高晉；堂姑高佳氏，系正蓝旗汉军胡氏吉惠 (道光进士)高祖母、進士胡俊章太高祖母））。
  - 孙儿督徠。妻瓜爾佳氏。曾孙松裕（字容齋）。松裕之女郭佳氏，嫁宗室琦璋（父筆帖式宗室桂蘭，胞叔頭等侍衛宗室桂馨，养祖父宗室明貴，生祖父頭等侍衛、遼陽城守尉宗室明秀，曾祖前鋒叅領宗室仙祿；先祖追封簡親王費揚武）。
  - 孙儿督麟，督敏。
  - 孙女伊爾根覺羅氏，继配嫁鑲藍旗满洲、工部郎中覺羅謙吉（父乾隆辛巳（1761）科進士覺羅集蘭，堂伯湖广总督恭慤公覺羅圖思德，堂侄嘉慶四年（1799年）己未科进士覺羅桂芳，先祖索長阿即(追)興祖直皇帝福滿第三子）。其子觉罗祥鶴，觉罗烏雲珠，觉罗哈豊阿。
- 女郭佳氏，嫁正蓝旗满洲、刑部员外郎觉罗嵩阿理（又嵩阿礼，父刑部郎中觉罗那尔赛，祖父头等侍卫觉罗和起，曾祖都统觉罗豁特，先祖多罗恪恭贝勒塔察篇古即景祖翼皇帝觉昌安第五子）。其子乾隆四十年（1775年）乙未科进士覺羅長麟，历任两江、两广、闽浙、云贵、陕甘总督。胞侄乾隆丙戌科進士覺羅祥鼐。

### 引注
1. 1 2 3  赵尔巽等 1998，第10875頁
2. ↑  载嘉庆版《四川通志：职官》卷103。
3. 1 2 3  赵尔巽等 1998，第10876頁，又载《钦定八旗通志：总督》卷339。
4. 1 2 3 4 5 6 7 8 9 10  赵尔巽等 1998，第10877頁
5. 1 2 3  赵尔巽等 1998，第10878頁
6. ↑  趙爾巽. . 中華民國 （中文）. 甲辰，哈薩克博羅特使臣入覲。以阿爾泰婪贓，賜自盡。